# Rhinophis homolepis
Espèce
Synonymes
- Dapatnaya trevelyanii Kelaart, 1853
- Mytilia gerrardi Gray, 1858
- Rhinophis trevelyanus (Kelaart, 1853)
- Rhinophis trevelyana (Kelaart, 1853)

Rhinophis homolepis est une espèce de serpents de la famille des Uropeltidae. 

## Répartition
Cette espèce est endémique du Sri Lanka. Elle se rencontre dans les provinces d'Uva, du Centre et de Sabaragamuwa.

## Publication originale
- Hemprich, 1820 : Grundriss der Naturgeschichte fur hohere Lehranstalten. August Rücker, Berlin, p. 1-432.